# Балрог (премия)
Премия «Балрог» (англ. Balrog Award) — недолго просуществовавшая литературно-художественная премия, присуждавшаяся за произведения в жанре фэнтези.
Название премии дано по названию могущественных демонических существ из трилогии Дж. Р. Р. Толкина «Властелин колец». Балроги у Толкина — огненные демоны мрака, которые были заточены в подземных пещерах и не могли показываться под открытым небом.
Премия «Балрог» присуждалась ежегодно 1 апреля в День дурака в США с 1979 по 1985 год на фэнтези-конвентах «Фулкон» (англ. «Fool-Con») в городах Канзас-сити и Оверленд-Парк (штат Канзас), организованных обществом International Fantasy Gamers Society. Премия известна своими многочисленными номинациями и длинными списками номинантов. Премия носила любительский статус и в профессиональных кругах считалась «несерьёзной», и иронично называлась «Желанная» награда Балрог. Впервые премия была анонсирована в марте 1977 года в выпуске №10/11 фэнзина Fantasy Crossroads редактором Джонатаном Бэконом.

## Список лауреатов
1979 год
- Роман: Blind Voices. Том Рими[англ.].
- Рассказ: «Death from Exposure». Пэт Кэдиган.
- Короткий рассказ: «Born to Exile». Филлис Эйзенштейн[англ.].
- Поэт: Рэй Брэдбери.
- Художник: Тим Кирк[англ.].
- Любительская публикация: Shayol.
- Профессиональная публикация: Age of Dreams. Алисия Остин[англ.].
- Любительское достижение: Пол Аллен (англ. Paul C. Allen).
- Профессиональное достижение:
  - Дональд Грант[англ.] за издание книги Алисии Остин Age of Dreams.
  - Дж. Р. Р. Толкин.
- Выбор судей:
  - Андрэ Нортон.
  - Джонатан Бэкон (англ. Jonathan Bacon) как редактор журнала Fantasy Crossroads.

1980 год
- Роман: «Барабаны Перна». Энн Маккефри.
- Рассказ: «Последний защитник Камелота». Роджер Желязны.
- Сборник/Антология: «Ночная смена». Стивен Кинг.
- Поэт: Уорнер Мунн[англ.].
- Художник: Майкл Уэлан.
- Любительская публикация: Fantasy Newsletter[англ.].
- Профессиональная публикация: Omni.
- Любительское достижение: Пол Аллен за фэнзин Fantasy Newsletter.
- Профессиональное достижение: Энн Маккефри.
- Зал славы: НФ-фильм: «Космическая одиссея 2001 года».
- Зал славы: фэнтези-фильм: «Фантазия».
- Специальная награда: Иэн и Бетти Баллантайн (англ. Ian & Betty Ballantine).

1981 год
- Роман: «Раненая страна»[англ.]. Стивен Дональдсон.
- Рассказ: «The Web of the Magi». Ричард Каупер[англ.].
- Сборник/Антология: «Неоконченные предания Нуменора и Средиземья». Дж. Р. Р. Толкин под редакцией Кристофера Толкина.
- Поэт: Уорнер Мунн.
- Художник: Фрэнк Фразетта.
- Любительская публикация: Fantasy Newsletter.
- Профессиональная публикация: Fantasy & Science Fiction.
- Любительское достижение: Пол и Сьюзен Аллен (англ. Paul C. Allen & Susan Allen).
- Профессиональное достижение: Джордж Лукас за общий вклад, включая сагу «Звёздные войны».
- Зал славы: НФ-фильм: «Звёздные войны. Эпизод V: Империя наносит ответный удар».
- Зал славы: фэнтези-фильм: «Волшебник страны Оз».
- Специальная награда:
  - Хорхе Луис Борхес;
  - Фриц Лейбер.

1982 год
- Роман: «Камбер-еретик»[англ.] из серии «Дерини». Кэтрин Куртц.
- Рассказ: «Вор в Корианте». Кэролайн Черри.
- Сборник/Антология: «Тени Санктуария». Под редакцией Роберта Асприна.
- Поэт: Фредерик Майер (англ. Frederick J. Mayer).
- Художник: Риал Мюсгрэйв (англ. Real Musgrave).
- Любительская публикация: Eldritch Tales.
- Профессиональная публикация: Omni.
- Любительское достижение: Роберт Коллинз (англ. Robert A. Collins).
- Профессиональное достижение:
  - Джордж Лукас;
  - Стивен Спилберг.
- Выбор судей: иллюстраторы Лео и Диана Диллон[англ.].
- Зал славы: НФ-фильм: «Запретная планета».
- Зал славы: фэнтези-фильм: «Кинг-Конг».

1983 год
- Роман: «Первое дерево»[англ.]. Стивен Дональдсон.
- Рассказ: «All of Us Are Dying». Джордж Клейтон Джонсон.
- Сборник/Антология: «Сезон штормов». Под редакцией Роберта Асприна.
- Поэт: Фредерик Майер.
- Художник: Тим Хильдебрандт.
- Любительская публикация: Shayol.
- Профессиональная публикация: Fantasy & Science Fiction.
- Любительское достижение: Аллан Бехтольд (англ. Allan Bechtold) за организацию семинаров по научной фантастике.
- Профессиональное достижение: Бен Бова как писатель и редактор журналов Analog и Omni.
- Зал славы: НФ-фильм: «День, когда Земля остановилась».
- Зал славы: фэнтези-фильм: «Тёмный кристалл».
- Специальная награда: Кирби Маккаули (англ. Kirby McCauley).

1984 год
- Роман: Шум Армагеддона. Джордж Мартин.
- Рассказ: «Wizard Goes A-Courtin». Джон Морресси[англ.].
- Сборник/Антология: «Вариант Единорога». Роджер Желязны.
- Поэт: Фредерик Майер.
- Художник: Риал Мюсгрэйв.
- Любительская публикация: Fantasy Newsletter.
- Профессиональная публикация: Fantasy & Science Fiction.
- Любительское достижение: Стэн Гарднер (англ. Stan Gardner).
- Профессиональное достижение: Pendragon Gallery за поддержку художественных работ в жанре фэнтези.
- Выбор судей: Мерсер Майер[англ.] за педагогический вклад в обучение детей художественным работам в жанре фэнтези.
- Зал славы: НФ-фильм: «Бегущий по лезвию».
- Зал славы: фэнтези-фильм: «Бэмби».

1985 год
- Роман: «Дело практики»[англ.]. Дэвид Брин.
- Рассказ: «A Troll and Two Roses». Патриция Маккиллип.
- Сборник/Антология: Daughter of Regals and Other Tales[англ.]. Стивен Дональдсон.
- Поэт: Ардат Майхар[англ.] за поэму в жанре хоррор, входящую в антологию Дж. Н. Уильямсона Masques.
- Художник: Ричард & Венди Пини (Richard Pini & Wendy Pini).
- Любительская публикация: Eldritch Tales.
- Профессиональная публикация: Дж. Н. Уильямсон[англ.] как редактор антологии Masques: All New Works of Horror and the Supernatural.
- Любительское достижение: Дэвид Сильва (англ. David B. Silva) за публикацию The Horror Show.
- Профессиональное достижение: Хеп Хенриксен (англ. Hap Henriksen).
- Зал славы: НФ-фильм:
  - «Инопланетянин»;
  - «Человек со звезды».
- Зал славы: фэнтези-фильм: «Индиана Джонс: В поисках утраченного ковчега».
- Специальная награда: Лестер дель Рей.